# Министерство на диаспората
Министерството на диаспората (на арменски: Հայաստանի սփյուռքի նախարարություն) е министерство на арменското правителство, със седалище в Ереван, фокусирано върху арменската диаспора.
Като републикански орган на изпълнителната власт, министерството разработва и изпълнява програми за партньорство с арменската диаспора, укрепва репутацията на Армения и арменския народ, насърчава изпълнението на общоарменски образователни програми, разработването на еднодневни средни училища в арменските училища, и подпомага запазването на арменската идентичност. Министерството работи и по въпросите за връщането на арменците от чужбина.
Към Министерството се поддържа триезичното (източноарменско-арменски, английски, руски) електронно издание „Хайерн Айсор“. Изпълнявани са програмата „Ари Тун“ за запознаване на арменските младежи от диаспората с историята, културата, обществения живот и семейните традиции на Армения, и програмата „Лятно училище на диаспората“.
От 11 юни 2019 г. функциите на министерството са прехвърлени на Генералния комисар по въпросите на диаспората на Република Армения.
Стратегическите насоки са:
- Насърчаване на формирането на държавно-центрирана идентичност в диаспората;[3]
- Създаване на силни връзки чрез партньорство с диаспората чрез програми и събития;
- Подпомагане на лидерството на младите хора в диаспората организацията на общностите;
- Обединение на панарменски организации и включване в развитието на Армения;
- Включване на професионалния потенциал на диаспората, за да допринесе за институционалното развитие и укрепване на Армения;
- Насърчаване на репатрирането (връщането) и гладка интеграция на репатрираните;
- Подпомагане на инвеститори и филантропи от диаспората при изпълнението на техните програми в Армения;
- Картиране на професионалния потенциал на диаспората;
- Информиране на диаспората за събитията, които се случват в общностите на Армения и диаспората.[3]